# Бахтиева, Алсу Исмагиловна
Бахти́ева Алсу́ Исмаги́ловна (баш. Бәхтиева Алһыу Исмәғил ҡыҙы; род. 26 июля 1970, д. Верхнетавлыкаево Баймакского района) — актриса Башкирского Государственного Академического театра драмы им. Мажита Гафури. Заслуженная артистка Республики Башкортостан (2004). Народный артист Республики Башкортостан (2021)

## Биография
Бахтиева Алсу Исмагиловна родилась 26 июля 1970 года, в деревне Верхнетавлыкаево Баймакского района. После 8 класса поступила в Сибайское педагогическое училище в отделение учитель начальных классов. После завершения 1989 году поступила в Уфимский государственный институт искусств, в театральный факультет. Свою вокальную карьеру начала в фольклорно-эстрадной группе «Караван Сарай». в 1993 году закончив институт с красным дипломом, была распределёна в Сибайский государственный театр имени А. Мубарякова. За годы работы в театре, были сыграны множество ролей. В спектакле Б. Искужина «Последняя Чайка» — Асифа, К. Тинчурин «Казанское полотенце» — Сажида, Б. Бикбай, З. Исмагилов «Кодаса» — Наза, Г. Ахметкужина «Абыстай» — Гульсария, Ф. Буляков «Ҡыҙҙар ни өсөн илай» — Дилара, и т. д. и т. п.
В 2000 году переехала в столицу Башкортостана и начала работать в Башкирском Академическом Театре Драмы имени М. Гафури. Создала роли в спектаклях: Б. Бикбай, З. Исмагилов «Кодаса» — Шамсия, М. Бурангулов «Шауракай» — Сабира, Эпос «Урал Батыр» — Алсу, Ф. Буляков «Похититель Любви» — Ямиля, Н. Асанбаев «Ахматзаки Валиди» — Фадима, В. Шукшин. «Эх люди, Милые люди» — Продавец, Жена Максима, И. Юмагулов «Нэркэс» — Мать Тимерхана, М. Карим «Долгое-долгое детство» — Ниса, М. Карим «Салават» — Мария и в Сказках.

## Роли в спектаклях
«ПОХИТИТЕЛЬ ЛЮБВИ» («МӨХӘББӘТ ҠАРАҒЫ») роль: Ямиля (Йәмилә)
«НЭРКЕС» («НӘРКӘС») роль: Мать Тимерхана,Шаманы (Тимерхандың әсәһе,Ырымсылар)
«АХМЕТЗАКИ ВАЛИДИ ТОГАН» («ӘХМӘТЗӘКИ ВӘЛИДИ ТУҒАН») роль: Булякбика, Фадима (Бүләкбикә, Фәдимә)
«ШАУРАКЭЙ» («ШӘҮРӘКӘЙ») роль: Сабира, Девушка сэсэн (Сабира,Сәсән ҡыҙ)
«КОДАСА» («ҠОҘАСА») роль: Шамсия (Шәмсиә)

## Награды
Заслуженная артистка Республики Башкортостан (2004)
Народный артист Республики Башкортостан (2021) 